# Cryptoheros panamensis
Cryptoheros panamensis és una espècie de peix de la família dels cíclids i de l'ordre dels perciformes.

## Morfologia
Els mascles poden assolir els 13 cm de longitud total.

## Distribució geogràfica
És endèmic de l'Amèrica Central: Panamà.